# Birčna vas
Birčna vas este o localitate din comuna Novo mesto, Slovenia, cu o populație de 365 de locuitori.